# Sơn kính xuân hành
Sơn kính xuân hành (tiếng Trung: 山徑春行, đi dạo mùa xuân trên đường mòn trên núi) là một bức tranh của họa sĩ đời Nam Tống Mã Viễn (k. 1160-1225). Bức tranh được vẽ theo phong cách quen thuộc của Mã Viễn, theo đó phần lớn chi tiết tranh nằm ở một góc của bức tranh, còn phần còn lại để trống và có phần đề từ là thơ của hoàng đế Tống Ninh Tông.
Sơn kính xuân hành là một trong những hiện vật có giá trị nhất đang được lưu giữ tại Bảo tàng Cố cung Quốc gia ở Đài Bắc, Đài Loan.